# Jacob Murillo
Jacob Israel Murillo Moncada (Chambo, 31 de março de 1993) é um futebolista equatoriano que atua como atacante. Atualmente está no Olmedo.

## Trajetória
Iniciou sua carreira no Olmedo, onde se consagrou campeão da Série B de Equador 2013, conseguindo a ascensão para o Campeonato Equatoriano Série A.
No 2017 foi para o Delfín, onde conseguiu ganhar o primeiro turno do Campeonato Equatoriano de Futebol Série A 2017, mas acabou perdendo a final contra o Emelec, mas obteve boas atuações, que lhe serviram como expectativa internacional, ao ser contratado pelo Estudantes de La Plata da Argentina, mas no mesmo ano rescindio seu contrato com a equipe, sendo cedido para a LDU de Quito, onde conseguiu ser campeão da Copa Equador 2018-19 e vice-campeão da Série A de Equador 2019.
No ano de 2020, Jacob foi  para o Independente do Vale. Onde fez o seu primeiro gol, contra o Flamengo, equivalente a final da Recopa Sulamericana 2020.
Em 2021, após fim de contrato com o Independiente del Valle em julho, Jacob ficou 3 meses sem clube, mas em setembro do mesmo ano, o mesmo foi contratado pela equipe do Náutico, para disputar à Série B.

## Seleção Equatoriana

### Categorias de base
Foi convocado para Selecção de futebol sub-20 de Equador, onde teve uma importante participação no Sulamericano Sub-20 de 2013.

### Convocação
Em 2017, foi convocado para atuar nos jogos contra o  Chile e a Argentina respetivamente, ambas equivalião às últimas partidas das eliminatórias para a Copa da Rússia 2018.